# Saint Johns Range
Die Saint Johns Range ist ein halbmondförmiger Gebirgszug im ostantarktischen Viktorialand. Er wird im Norden vom Cotton-, Miller- und Debenham-Gletscher begrenzt, im Süden vom Oberen und Unteren Victoria-Gletscher.
Die neuseeländische Nordgruppe der Commonwealth Trans-Antarctic Expedition (1955–1958) erkundete die Gipfel des Gebirges im Jahr 1957. Namensgeber ist das St John’s College der University of Cambridge, an dem mehrere Teilnehmer der Terra-Nova-Expedition (1910–1913) ihre wissenschaftlichen Publikationen über diese Forschungsreise verfassten. Die Benennung steht in Verbindung mit derjenigen der Gonville and Caius Range.